# Le Ploblème chinois
 (novembre 2015).
Si vous disposez d'ouvrages ou d'articles de référence ou si vous connaissez des sites web de qualité traitant du thème abordé ici, merci de compléter l'article en donnant les références utiles à sa vérifiabilité et en les liant à la section « Notes et références ».
Le Ploblème chinois (The China Probrem) est le huitième épisode de la saison 12 de la série South Park.
Le titre fait référence aux événements qui ont encadré les Jeux olympiques d'été de 2008. Stan, Kyle, Cartman et Butters sont les personnages phares de cet épisode.
La graphie et la prononciation du titre (« ploblème » au lieu de « problème ») sont un clin d'œil aux difficultés rencontrées par certaines populations du Sud-Est asiatique à faire la distinction entre le son « r » et le son « l », connu comme l'engrish.

## Synopsis
Cartman semble avoir un problème depuis quelque temps : il fait un rêve récurrent à propos de la cérémonie d'ouverture des Jeux olympiques d'été de 2008. Ce rêve cristallise sa peur des Chinois qu'il considère comme des ennemis de l'Amérique. Cartman parle de son rêve à ses amis, mais Kyle est incapable de manifester sa colère face aux accusations racistes de Cartman. Kyle et Stan ont ensuite une discussion à propos d'un viol commis sur un de leurs amis, et sur le fait qu'ils n'ont rien fait pour l'empêcher. La conversation, très étrange et évasive, ne nous permet pas de déterminer qui est le violeur et qui est la victime.
Entretemps Cartman va voir Butters, lequel prend son bain en chantant sa chanson fétiche avec les pommes. Il lui demande son aide pour mettre fin au règne des Chinois, prétextant qu'ils vont tuer ses parents. Cartman crée alors l'American Liberation Front. Kyle se souvient du fameux viol dont lui et Stan parlaient. Il s'agissait en réalité d'un « viol cinématographique » : avec Kenny, Jimmy, Butters et Clyde, ils étaient allés voir le film Indiana Jones et le Royaume du crâne de cristal. La projection semble avoir profondément traumatisé les enfants (sauf Butters qui a trouvé le film génial).
Cartman et Butters tentent une « infiltration » dans un restaurant chinois (P.F. Chang), mais ils s'aperçoivent que des Blancs y travaillent. Repérant une famille chinoise, ils leur font un numéro particulièrement offensant. Stan et Jimmy se retrouvent à la mare de Stark, discutant du film. Stan fait un rêve horrible dans lequel il voit Indiana Jones se faire violer par Steven Spielberg et George Lucas. Cartman et Butters en viennent aux mains avec les Chinois, ce qui les mène à prendre le restaurant en otage. Et lorsque Butters doit tirer sur quelqu'un, il le vise dans les parties, ce qui amène Cartman et Butters à se disputer au sujet du bien-fondé de ce geste.
Kyle va voir un avocat pour porter plainte contre Spielberg et Lucas. Kenny, Clyde, Jimmy et Stan décident de se joindre au témoignage de Kyle. Après de poignantes embrassades, l'avocat semble avoir vu le film et lui-même semble avoir vu Lucas et Spielberg violer Indiana Jones (dans un bar). La police arrive au P.F. Chang où Cartman s'aperçoit qu'un Chinois a intégré les rangs de la police, rendant impossible toute alliance avec eux. Butters fait encore montre de ses talents de tireur. Les autres enfants et l'avocat vont voir le détective Yates. Lui n'a pas vu le film mais Mitch, son coéquipier, l'a vu et semble traumatisé également.
Cartman et Butters sont toujours dans leur épineuse situation. Après un troisième tir glorieux de Butters, Cartman stoppe leur collaboration et se rend à la police qui s'engouffre à l'intérieur du restaurant. Dans le même temps, la police arrête Spielberg et Lucas en train de violer un Stormtrooper.
Au restaurant, la police tente de démêler le vrai du faux. C'est alors que la nouvelle de l'arrestation de Spielberg et Lucas leur parvient aux oreilles. Tout le monde est très ému, permettant à Butters et Cartman de s'enfuir. Cartman a appris quelque chose : la peur des Américains envers les autres pays les a transformés en monstres, et surtout d'avoir vu Butters perdre les pédales en shootant dans le pénis de tout le monde lui a fait réaliser qu'il était prêt à défendre son pays, mais pas au prix de perdre sa dignité en tirant dans les parties des gens, et que l'Amérique devait accepter l'émergence des grandes puissances. Abandonnant ses idées sinophobes, Cartman rentre chez lui, alors que Butters n'arrive pas à croire que Spielberg et Lucas aient été mis en prison : selon lui le film était plutôt bon…